# ريوكو إكيدا
ريوكو إكيدا (باليابانية: 池田 理代子) كاتبة يابانية مبدعة من أعمالها ليدي أوسكار تجري أحداثه في عصر الثورة الفرنسية، وأخي العزيز دراما جريئة تحكي عن فترة المراهقة.

## روابط خارجية
- ريوكو إكيدا على موقع IMDb (الإنجليزية)
- ريوكو إكيدا على موقع ميوزك برينز (الإنجليزية)
- ريوكو إكيدا على موقع قاعدة بيانات الفيلم (الإنجليزية)
- ريوكو إكيدا على موقع ANN person (الإنجليزية)